# Cascine Vica
Cascine Vica is een plaats (frazione) in de Italiaanse gemeente Rivoli.